# パピヨット (チョコレート)

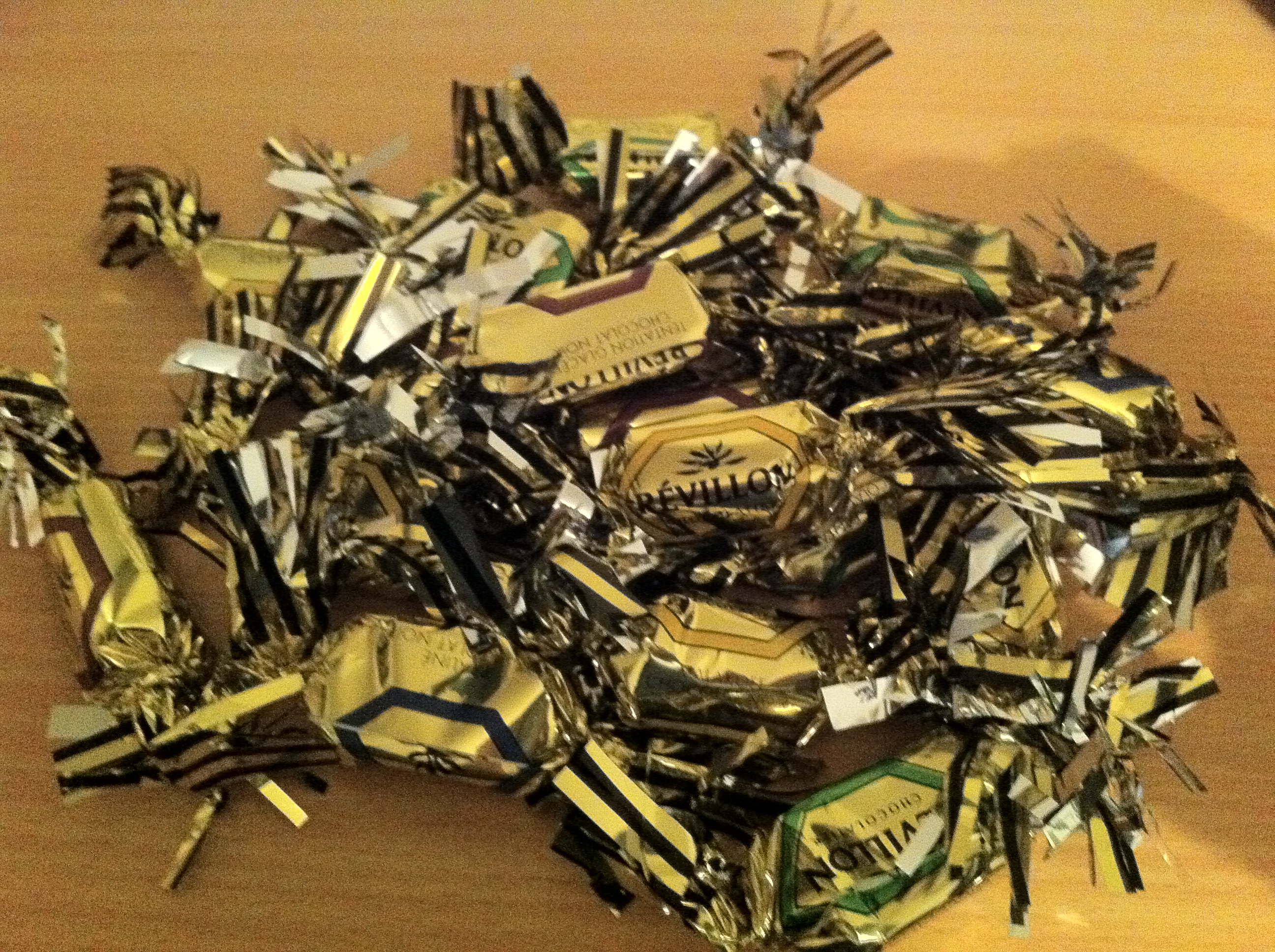
パピヨット

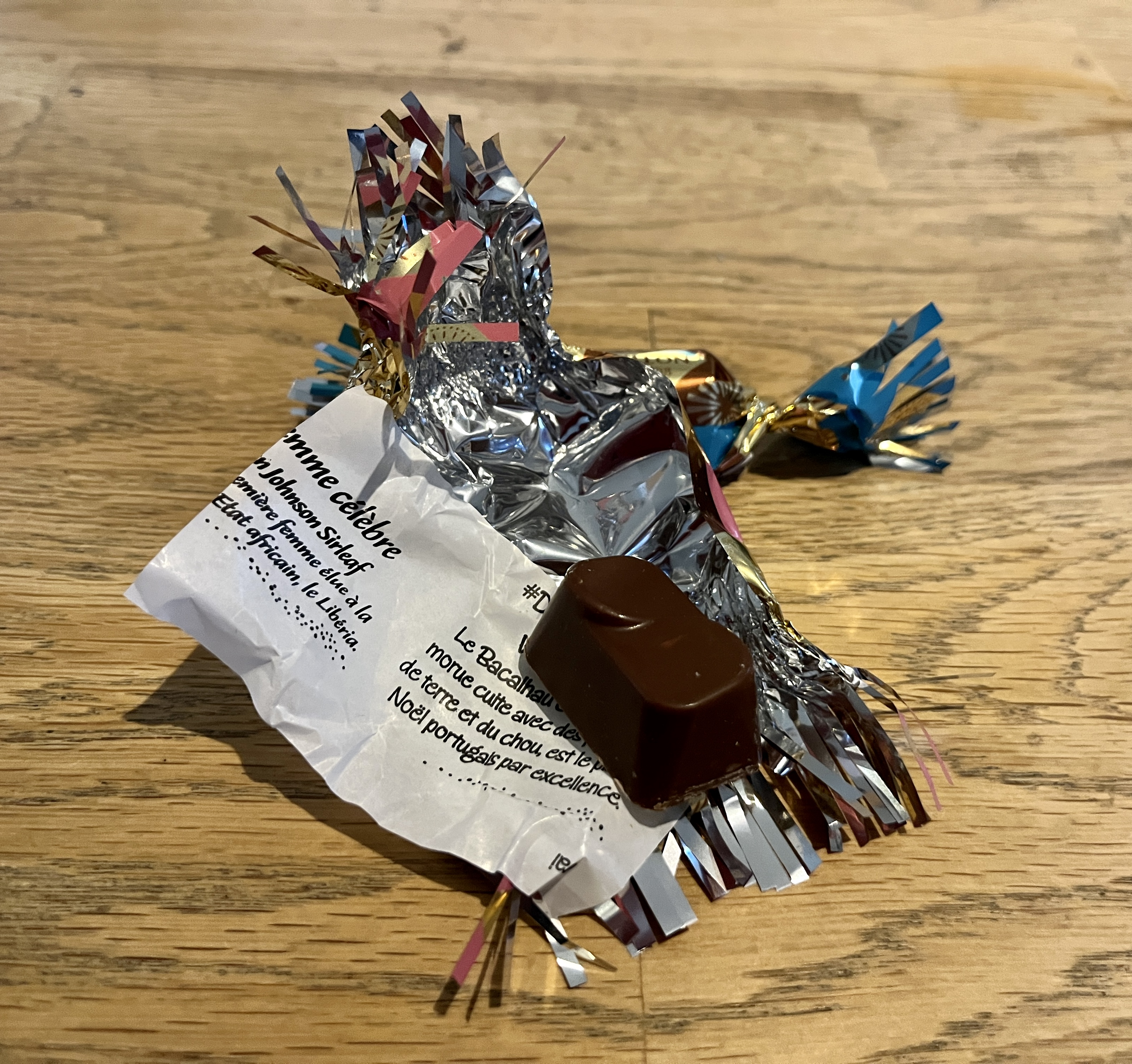
包装を開けたところ

パピヨット（フランス語: papillote）は、フランスのチョコレート菓子。個々の包装紙に格言やジョークが書かれているクリスマスの菓子である。クリスマスの時期にしか販売されていない。
リヨンが発祥とされ、18世紀に菓子屋パピヨ（Papillot）の見習いが、恋した相手にチョコレートをプレゼントした際に、愛の言葉を記した紙で包んでいたのが始まりとされる。